# Zalina Csermenyivna Szidakova
Zalina Csermenivna Szidakova (Заліна Черменівна Сідакова; 1992. március 23. –) fehérorosz szabadfogású női birkózó. A 2018-as birkózó-világbajnokságon, valamint a 2012-es birkózó világbajnokságon a ezüstérmet nyert az 55 kg-os, illetve 59 kg-os súlycsoportban, szabadfogásban.

## Sportpályafutása
A 2018-as birkózó-világbajnokságon a döntőben a japán Mukaida Maju volt az ellenfele. A mérkőzést a japán nyerte 12–2-re.